# Cynopotamus kincaidi
Cynopotamus kincaidi es una especie de peces de la familia Characidae en el orden de los Characiformes.

## Morfología
Los machos pueden llegar alcanzar los 25,8 cm de longitud total y 219 g de peso.

## Hábitat
Vive en zonas de clima subtropical.

## Distribución geográfica
Se encuentran en Sudamérica: cuenca del río Paraguay y ríos Uruguay y Paraná.